# Peter Lyø
Peter Lyø (født 1965) er en tidligere dansk landsholdsspiller i volleyball og nuværende beachvolley-landstræner.
Siden 1. januar 2008 har Peter Lyø været ansat på fuld tid som landstræner for de danske beachvolleyspillere. Han var før det træner for herrerne i Marienlyst Volley i toethalvt år. Før det var han træner for DHG Volley i Odense.
Peter Lyø har som spiller i 29 år og i omkring 600 kampe for DHG spillet om DM-guld i volleyball og har spillet 175 landskampe. Sammen med lillebror Thomas Lyø vandt han beachvolley-DM 1995, 1997 og 1998.
Har deltaget i mere end 20 internationale beachvolley turneringer. Han har også været professionel i den franske liga i perioden 1991-1993 mest i Monaco.
Sammen med Jesper Hansen, der er sportschef i Marienlyst, ejer Lyø "Lyø Beach Camp, der sender danske beachvolleyspillere på træningsophold i Tyrkiet.
Peter Lyø er gift med den serbiske håndboldspiller Ana Razdorov-Lyø, med en fortid på både det serbiske og hollandske landshold. Sammen har de tre børn.
I øjeblikket træner Lyø volleyball på Idrætshøjskolen Sønderborg, og på Sønderborg Talent Akademi (STA) træner han Sønderborg Volleyballklub (SØVK), som han også trænede i 14/15.